# Csengele
Csengele – wieś i gmina położona w południowej części Węgier, w powiecie Kistelek, wchodzącego w skład komitatu Csongrád.